# Сок (округ, Вісконсин)
Шаблон:StateAbbr_ 43°26′ пн. ш. 89°56′ зх. д. / 43.43° пн. ш. 89.94° зх. д.
 Сок (англ. Sauk County) — округ (графство) у штаті  Вісконсин. Ідентифікатор округу 55111.

## Історія
Округ утворений 1840 року.

## Демографія
За даними перепису 
2000 року 
загальне населення округу становило 55225 осіб, зокрема міського населення було 27652, а сільського — 27573.
Серед них чоловіків — 27292, а жінок — 27933. В окрузі було 21644 домогосподарства, 14863 родин, які мешкали в 24297 будинках.
Середній розмір родини становив 3,03.
Віковий розподіл населення поданий у таблиці:
| Стать    | До 15 років | 15-21 | 22-29 | 30-39 | 40-49 | 50-65 | 65-85 | Понад 85 |
| -------- | ----------- | ----- | ----- | ----- | ----- | ----- | ----- | -------- |
| Чоловіки | 6043        | 2693  | 2433  | 4136  | 4447  | 4192  | 3017  | 331      |
| Жінки    | 5784        | 2387  | 2450  | 4133  | 4275  | 4259  | 3809  | 836      |

## Суміжні округи
- Джуно — північ
- Адамс — північний схід
- Колумбія — схід
- Дейн — південний схід
- Айова — південь
- Ричленд — захід
- Вернон — північний захід

## Виноски
1. ↑  U.S. Decennial Census. United States Census Bureau. Процитовано 9 серпня 2015.
2. ↑  Historical Census Browser. University of Virginia Library. Архів оригіналу за 11 серпня 2012. Процитовано 9 серпня 2015.
3. ↑  Forstall, Richard L., ред. (27 березня 1995). Population of Counties by Decennial Census: 1900 to 1990. United States Census Bureau. Процитовано 9 серпня 2015.
4. ↑  Census 2000 PHC-T-4. Ranking Tables for Counties: 1990 and 2000 (PDF). United States Census Bureau. 2 квітня 2001. Процитовано 9 серпня 2015.
5. ↑  State & County QuickFacts. United States Census Bureau. Архів оригіналу за 28 липня 2011. Процитовано 23 січня 2014. [Архівовано 2011-07-28 у Wayback Machine.](англ.) Наведено за англійською вікіпедією.
6. ↑  American FactFinder. Бюро перепису населення США. Архів оригіналу за 26 лютого 2012. Процитовано 31 січня 2008. [Архівовано 2008-05-21 у Wayback Machine.]

| США | Це незавершена стаття з географії США. Ви можете допомогти проєкту, виправивши або дописавши її. |